# Due anni dopo
Due anni dopo è il secondo album di Francesco Guccini, uscito nel 1970. 

## Il disco
Sulla copertina del disco, in cui vi è una foto di Alberto Cappelli, continua a figurare semplicemente come "Francesco".
Dall'album venne tratto il singolo a 45 giri Lui e lei/Due anni dopo, con i due brani in versione monofonica.

## Brani

### Primavera di Praga
La canzone narra delle rivolte scoppiate a Praga, del giovane Jan Palach che si diede fuoco sulla piazza vecchia morendo tra le fiamme, e che Guccini paragona a Jan Hus, condannato al rogo 550 anni prima.

### Il compleanno
Definito da Federico Pistone un valzer grottesco e feroce, il brano narra di una festa di compleanno, nemmeno nel giorno della ricorrenza ma spostata alla domenica vicina, in cui la festeggiata, che si aspettava qualche attenzione da un "lui" amato, lo vede invece baciare la sua migliore amica.

### Vedi cara
Canzone in cui Guccini descrive la crisi del rapporto con la futura moglie Roberta - in seguito alla quale ed all'innamoramento per una sua allieva americana, Eloise Dunn (alla quale anni dopo dedicherà 100, Pennsylvania, ave), Guccini lascerà per sei mesi l'Italia (e Roberta) per gli Stati Uniti.

### Ophelia
Ispirandosi ad una poesia di Arthur Rimbaud dallo stesso titolo, descrive la morte del personaggio shakespeariano (Ophelia, nell'Amleto, si annega dopo essere impazzita). Questa canzone era già stata interpretata due anni prima dai Nomadi.

### L'ubriaco
Il brano, in cui il cantautore descrive quello che vede nelle osterie di Bologna, è stato considerato uno "spartiacque" da Paolo Talanca.

### Al trist
Si tratta di una trasposizione in dialetto modenese degli stereotipi del blues degli schiavi afroamericani (il titolo stesso è una possibile traduzione dell'inglese blue, e significa il triste, ma il vocabolo nei dialetti emiliani ha anche la connotazione di incapace, poco atto allo scopo, di cattiva qualità). Gli stilemi del blues originale vengono ricondotti, quasi mai letteralmente ma in modo sostanzialmente corretto e fedele all'originale, agli elementi della cultura contadina e paesana: la primavera secondo il calendario, anche se fuori piove a dirotto; il non potere uscire a spasso con l'amata anche se è domenica perché non si ha il vestito nuovo (il vestito della festa, importantissimo nella tradizione popolare contadina); il padre dell'amata che chiede al protagonista quando si deciderà a sposarla; la madre dell'amata che gli comunica che lei l'ha lasciato per uno più ricco di lui (tér andéda via con un ch'al gh'à più sòld che mé, che significa eri andata via con uno che ha più soldi di me); e infine il protagonista che cammina da solo lungo la strada completamente bagnato come un pulcino per la pioggia.
Della canzone esiste una versione, uscita sempre nel 1970, in genovese cantata da Michele.

## Tracce
Lato A
Testi e musiche di Francesco Guccini.
1. Lui e lei – 3:12
2. Primavera di Praga – 3:38
3. Giorno d'estate – 3:47
4. Il compleanno – 3:31
5. L'albero ed io – 2:54
6. Due anni dopo – 3:43

Durata totale: 20:45
Lato B
Testi e musiche di Francesco Guccini.
1. La verità – 3:21
2. Per quando è tardi – 3:31
3. Vedi cara – 4:58
4. Ophelia – 2:26
5. L'ubriaco – 2:33
6. Al trist – 3:41

Durata totale: 20:30

## Formazione
- Francesco Guccini - voce, chitarra acustica
- Deborah Kooperman - chitarra acustica